# Banvaktsplåt
Banvaktsplåt, populär benämning på det mössmärke som i äldre tider bars av de anställda banvakter som var bosatta längs järnvägslinjerna för bevakning och underhåll av dessa. Märket bestod av en silverfärgad sköldformad plåt vari banvaktens nummer var utstansat. Märket kröntes upptill av ett märke i form av en kunglig krona (för SJ) eller ett momogram som oftast bestod av järnvägens initialer sammanflätade att likna SJ:s kungliga krona, eller annat emblem. Märkena var i bruk från andra halvan av 1800-talet och vid privata järnvägar på papperet fram till 1921 och vid SJ till 31 dec. 1908. De kom dock i vissa fall att användas längre för att slitas ut.